# 1027 Ескулапія
1027 Ескулапія (1923 YO11, 1942 DH, 1977 LP1, A899 PE, A908 AE, 1027 Aesculapia) — астероїд головного поясу, відкритий 11 листопада 1923 року.
Астероїд названо на честь Ескулапа — бога медицини й лікування. Примітно, що існує інший астероїд, названий на честь цього ж бога, але в його давньогрецькому варіанті Асклепій — (4581) Асклепій.
Тіссеранів параметр щодо Юпітера — 3,194.